# Pont-la-Ville
Pont-la-Ville é uma comuna da Suíça, no Cantão Friburgo, com cerca de 506 habitantes. Estende-se por uma área de 4,33 km², de densidade populacional de 117 hab/km². Confina com as seguintes comunas: Hauteville, La Roche, Pont-en-Ogoz, Rossens, Treyvaux.
A língua oficial nesta comuna é o francês.